# Ковёр-самолёт (картина)
«Ковёр-самолёт» — картина русского художника Виктора Васнецова, написанная в 1880 году. Хранится в Нижегородском государственном художественном музее.

## Описание
Одна из первых работ Васнецова, в которой он обратился к сказочной тематике, принесшей ему всенародную любовь и всемирную славу. Картина задумана Васнецовым вместе с меценатом Саввой Мамонтовым. Мамонтов обратился к художнику за написанием картины для украшения кабинета правления, который занимался строительством железной дороги. По мнению Васнецова, картина должна была выражать победу и движение, а также величие русских традиций. Несмотря на то, что картина получилась превосходной и сегодня считается настоящим шедевром русской живописи, правление железной дороги отказалось принимать работу из-за излишней сказочности мотива.

## Сюжет
Сюжет картины рассказывает историю Ивана Царевича, который в одной из русских сказок отправляется за Жар-птицей, что повадилась воровать яблоки в царском саду. Здесь Иван Царевич возвращается с победой. Рядом с ним находится большая клетка, в которой сидит пойманная Жар-птица. Летающий ковёр Ивану Царевичу подарила Баба-Яга. Иван-Царевич с Жар-птицей на разноцветном ковре представляют собой центральный сюжет, который ярко отличается от унылого пейзажа вокруг. Раннее утро и первые сполохи нового дня символизируют окончание тяжёлых скитаний Ивана и вызывают у зрителя яркие, светлые и положительные эмоции.

## Другие версии

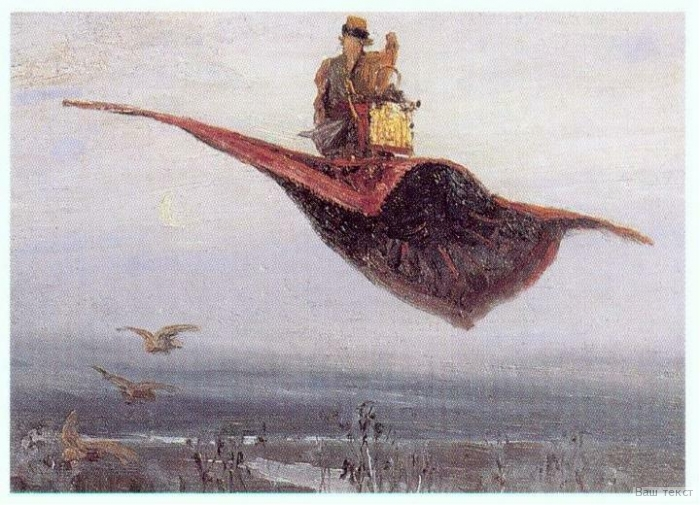
«Ковёр-самолёт» конца 1870-х годов

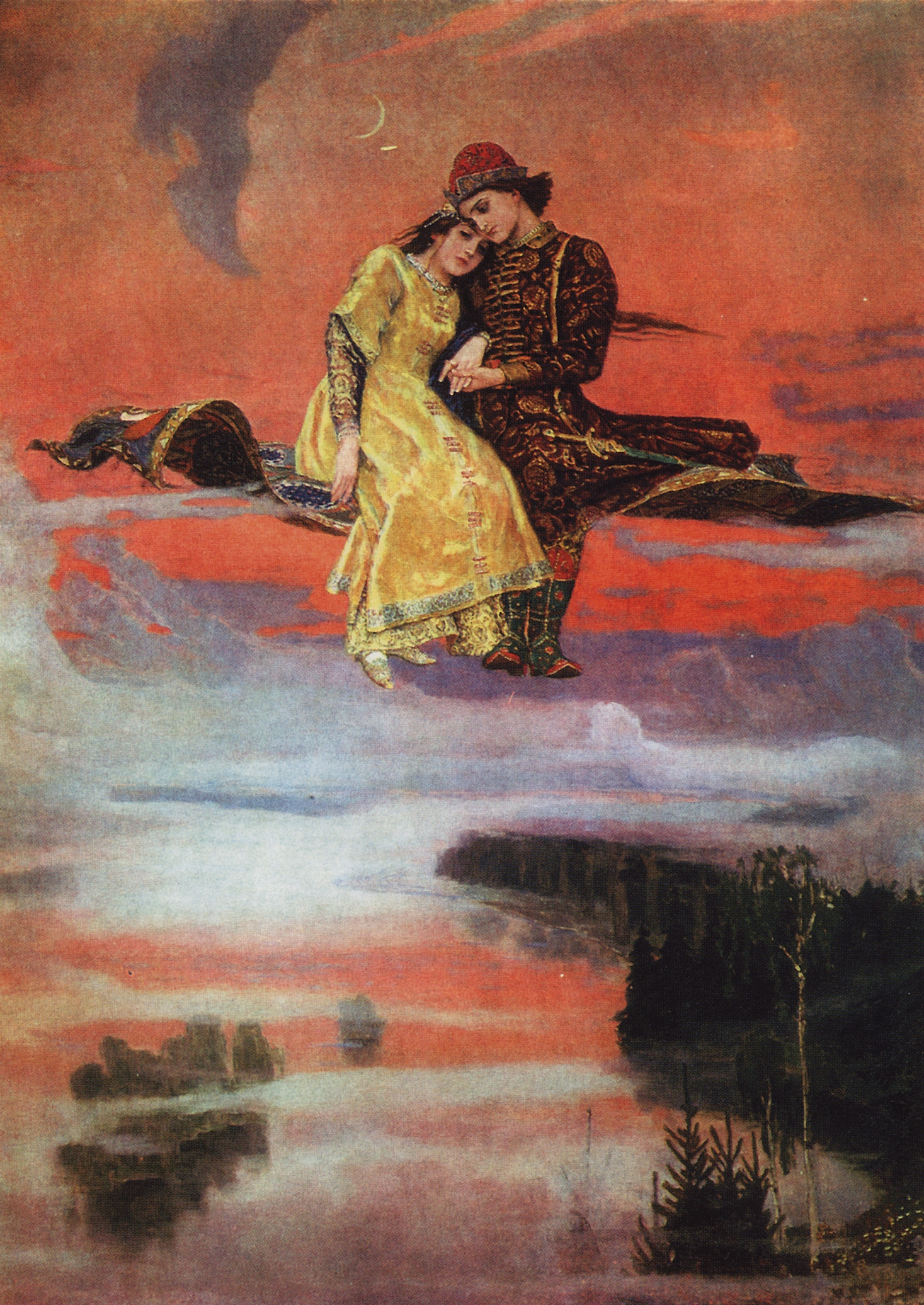
«Ковёр-самолёт» 1920—1923, 1925 года

Две другие версии картины хранятся в Третьяковской галерее (в Лаврушинском переулке и в Доме-музее В. М. Васнецова): эскиз конца 1870-х годов (24,7 × 39 см; холст, масло), поступивший в 1920 году из Государственного музейного фонда (собрание Сергея Бахрушина), и картина 1920—1923, 1925 года (260 × 187 см; холст, масло), поступившая из семьи Виктора Васнецова в 1951 году.